# Héritage de haine
Pour plus de détails, voir Fiche technique et Distribution.
Héritage de haine (Gleam O'Dawn) est un film américain réalisé par John Francis Dillon, sorti en 1922.

## Synopsis
Un artiste vivant dans les bois se lie d'amitié avec une jeune femme et les deux vont connaitre des aventures... 

## Fiche technique
- Titre : Héritage de haine
- Titre original : Gleam O'Dawn
- Réalisation : John Francis Dillon
- Scénario : Jules Furthman
- Pays d'origine : États-Unis
- Format : Noir et blanc - 1,33:1 - Film muet
- Genre : drame
- Durée : 50 minutes
- Date de sortie : 1922

## Distribution
- John Gilbert : Gleam O'Dawn
- Barbara Bedford : Nini
- Jim Farley : Caleb Thomas
- Clarence Wilson : Pierre
- Edwin B. Tilton : Silas Huntworth